# Johann Lobegott Ferdinand Lange
Johann Lobegott Ferdinand Lange (* 26. September 1798 in Colmnitz, Erzgebirge; † 21. Oktober 1852 in Jena) war ein deutscher evangelischer Theologe.

## Werdegang
Nach dem Besuch des Lyzeums in Freiberg studierte er klassische Philologie und Theologie in Leipzig und setzte ab 1818
seine Studien in Jena fort, um 1819 zum Dr. phil zu promovieren und ab September 1823 Baccalaureus zu werden. Die anschließende Habilitation vom 13. Mai 1824 an der Theologischen Fakultät gab ihm nach seiner Privatdozentenzeit die Möglichkeit, ab 1828 die außerordentliche Honorarprofessur der Theologie anzunehmen, um ab 1838 als ordentlicher Honorarprofessor der Theologie zu lehren.
Er galt als einer der in der Nachfolge von Johann Friedrich Röhr stehenden rationalen Bibelhermeutiker.

## Werke
- Apologie des christlichen Offenbarungsglaubens, Jena 1823;
- De gravissimis fidei nostrae evangelicae capitibus adversus ecclesiam catholicam fortiter quidem at caute defendendis, Jenae 1824 (Dissertation)